# Thallocarpus synsporus
Thallocarpus es un género monotípico de musgos hepáticas de la familia Ricciaceae. Su única especie es: Thallocarpus synsporus.

## Taxonomía
Thallocarpus synsporus fue descrita por (Schiffner) Schiffner  y publicado en Hedwigia 76: 149. 1936.
Sinonimnia
- Riccia synspora Schiffner